# Aristarkh Belopolski
Aristarkh Apollonovitch Belopolski (en russe : Аристарх Аполлонович Белопольский), né le 1er juillet 1854 à Moscou et décédé le 16 mai 1934  à Poulkovo, dans l'oblast de Léningrad, est un astronome russe puis soviétique, de descendance serbe.

## Biographie
Après des études à l'université de Moscou, Belopolski devient en 1878 l'assistant de Fiodor Bredikhine à l'observatoire de Moscou. Il se joint ensuite à l'équipe de l'observatoire de Poulkovo à partir de 1888.
En travaillant sur la spectroscopie, il découvre un certain nombre de spectres binaires. Par exemple que Castor B a un spectre binaire avec une période de 2,92 jours.
Belopolski était un remarquable facteur d'instruments. En 1900 il crée un instrument pour mesurer le décalage Doppler des spectres et il est l'un des premiers à utiliser l'effet Doppler sur les astres lointains. Il découvre ainsi que l'équateur de Jupiter a une rotation plus rapide que ses hautes latitudes, et que les anneaux de Saturne ne tournent pas comme une masse uniforme, prouvant ainsi qu'ils sont constitués d'une multitude de petits objets.
Ami d'Oskar Backlund, il prend sa succession à la tête de l'observatoire de Poulkovo en 1916, la même année sous sa direction à Poulkovo commence sa carrière Boris Guerassimovitch. Il démissionne en 1918, trouvant la charge administrative trop lourde.
Belopol'skiy, un cratère lunaire, porte son nom ; de même l'astéroïde (1004) Belopolskya et un prix de l'Académie russe des sciences. Il figure sur un timbre soviétique de 1954.

## Publications
- L'éclipse totale de soleil du 19 août 1887[3]
- Die Rotation der Venus[4] Belopolski fit deux tentatives pour mesurer la longueur du jour vénusien, proposant 24 heures en 1900 et environ 29 heures en 1911 (résultat ayant été calculé par Émile Belot en 1906[5]). Ses contemporains n'ont pas eu plus de succès[6].
- « Les taches solaires et leur mouvement », dans Memorie della Società degli spettroscopisti italiani, vol. 16 (1888), p. 17